# Copa Invitacional FCB 2008
La Copa Invitacional FCB 2008 fue el torneo de la temporada 2008 del baloncesto en Colombia de carácter invitacional, semiprofesional, organizado por la Federación Colombiana de Baloncesto. Comenzó a disputarse en de agosto y culminó el 8 de noviembre. Al coronarse campeón, Cúcuta-Norte representa a Colombia en la Liga Sudamericana de Clubes 2009.

## Datos de los clubes
| Equipo                   | Ciudad      | Departamento             | Pabellón                    | Aforo |
| ------------------------ | ----------- | ------------------------ | --------------------------- | ----- |
| Arrieros de Antioquia    | Medellín    | Antioquia                | Coliseo Iván de Bedout      | 6000  |
| Búcaros de Santander     | Bucaramanga | Santander                | Coliseo Vicente Díaz Romero | 5000  |
| Cóndores de Cundinamarca | Tenjo       | Cundinamarca             | Coliseo Cubierto de Tenjo   | 2600  |
| Cúcuta-Norte             | Cúcuta      | Norte de Santander       | Coliseo Toto Hernández      | 5000  |
| Indervalle               | Cali        | Valle del Cauca          | Coliseo Evangelista Mora    | 5000  |
| Islanders Sopesa         | San Andrés  | San Andrés y Providencia | Coliseo Rosado              | 1500  |
| Patriotas                | Tunja       | Boyacá                   | Coliseo Municipal de Tunja  | 2500  |
| Piratas de Bogotá        | Bogotá      | Bogotá, D. C.            | Coliseo El Salitre          | 7000  |

## Temporada regular
| Pos. | Equipo       | Pts | PJ | G  | P  | %     |
| ---- | ------------ | --- | -- | -- | -- | ----- |
| 1.   | Arrieros     | 50  | 28 | 22 | 6  | 1,120 |
| 2.   | Búcaros      | 47  | 28 | 19 | 9  | 1,191 |
| 3.   | Islanders    | 46  | 38 | 18 | 10 | 0.821 |
| 4.   | Cúcuta-Norte | 42  | 28 | 14 | 14 | 0,750 |
| 5.   | Indervalle   | 42  | 28 | 14 | 14 | 0,750 |
| 6.   | Patriotas    | 39  | 28 | 11 | 17 | 0,696 |
| 7.   | Cóndores     | 35  | 24 | 7  | 21 | 0,625 |
| 8.   | Piratas      | 34  | 24 | 6  | 22 | 0,607 |

 Pts=Puntos; PJ=Partidos jugados; G=Partidos ganados; P=Partidos perdidos; %= Porcentaje de rendimiento; CF=Canastas a favor; CC=Canastas en contra; Dif=Diferencia de puntos

## Fase final
|  | Semifinales      | Semifinales |         |              | Final | Final |  |
|  |                  |             |         |              |       |       |  |
|  |                  |             |         |              |       |       |  |
|  | Arrieros         | 3           |         |              |       |       |  |
|  | Arrieros         | 3           |         |              |       |       |  |
|  | Cúcuta-Norte     | 4           |         |              |       |       |  |
|  | Cúcuta-Norte     | 4           |         | Cúcuta-Norte | 4     |       |  |
|  |                  |             |         | Cúcuta-Norte | 4     |       |  |
|  |                  |             | Búcaros | 1            |       |       |  |
|  | Búcaros          | 4           | Búcaros | 1            |       |       |  |
|  | Búcaros          | 4           |         |              |       |       |  |
|  | Islanders Sopesa | 3           |         |              |       |       |  |
|  | Islanders Sopesa | 3           |         |              |       |       |  |
|  |                  |             |         |              |       |       |  |

### Final
La disputan los ganadores de la semifinal. Para ganar el título hay que ganar cuatro de siete partidos posibles que se disputaron del 3 al 8 de noviembre.
| Final | Final        | Final     | Final            | Final |
| Día   | Equipo local | Resultado | Equipo visitante |       |
| ----- | ------------ | --------- | ---------------- | ----- |
| 3/11  | Búcaros      | 75 - 81   | Cúcuta-Norte     |       |
| 4/11  | Búcaros      | 102 - 80  | Cúcuta-Norte     |       |
| 6/11  | Cúcuta-Norte | 83 - 73   | Búcaros          |       |
| 7/11  | Cúcuta-Norte | 74 - 70   | Búcaros          |       |
| 8/11  | Cúcuta-Norte | 83-65     | Búcaros          |       |

|                                  |
|                                  |
| Campeón Cúcuta-Norte 1.er título |